# 水野透
水野 透（みずの とおる、1960年9月18日 - ）は、大阪府出身のお笑い芸人。藤原光博とお笑いコンビ・リットン調査団を組む。

## 略歴・エピソード
桃山学院大学に入学後、自らプロレス同好会を立ち上げる。部員勧誘ポスターをアントニオ猪木やジャイアント馬場ではなく、ボブ・バックランドという外人レスラーを用いて作ったところ、それを藤原光博が食入るように見ていた。そこで水野が藤原に声をかけ、共にプロレス同好会で学生時代を過ごすこととなる。
大学卒業後、お笑い芸人になるべく上京し、ビートたけしに履歴書を渡しに行くが、返事をもらう前にホームシックになり帰阪する。帰阪後、藤本義一が主宰していた大阪のお笑い集団「笑の会」に入り、4人組のユニット「ザ・駐車禁止」を組まされるが、半年で解散。その後1年間はお笑い芸人としての活動を全くしていなかったが、吉本興業の新人オーディション開催を知り、そのときに藤原とコンビを組み、芸能界に入ることとなる。なお、同じオーディションを東野幸治も受けていた。NSC出身組の今田耕司や130Rとほぼ同期にあたる。
2005年の元日に、番組の生放送中、金タライを吊るしたひもを顔に落ちる手前のどこで止めることができるか競うゲームで、金タライをおもいきり顔面にあて出血し、スタジオから退出した。その約1時間後に鼻の上にばんそうこうをつけ復帰したが、その時スタジオは騒然だった。その出来事で、次の回（2006年元日）でそのゲームに「ハイパーミズノゴロシ」という名前が付いた。さらにその回で山崎邦正も顔面をケガした。
2006年10月3日より、初の冠番組「水野キングダム」（TOKYO MX）がスタートした。
2007年2月7日（関西地域）放送のダウンタウンのガキの使いやあらへんで!!のネタ見せ企画「山-1グランプリ」に「永遠の若手」として相方と共に登場。しかし、2人共放送できるネタではなかったため、カットされた。

## 出演番組
コンビでの仕事はリットン調査団を参照。

### レギュラー出演
- 水野キングダム（2006年10月3日-2009年9月27日　TOKYO MX）- MC
- いつかティファニーで朝食を（2015年10月11日 - 2016年3月27日　日本テレビ ）- カオルちゃん役

## 単発出演
- ダウンタウンのガキの使いやあらへんで!!
- 生きたい たすけたい（2014年3月、NHK）

## ドラマ
- めぐる未来 第7話・第8話（2024年2月29日・3月7日、読売テレビ・日本テレビ）- マンションの管理人 役

## 映画
- 明日があるさ THE MOVIE（2002年）
- さらば愛しの大統領（2010年）
- 終わりが始まり（2022年）